# جيمس هيغينز
جيمس هيغينز (بالإنجليزية: James Higgins)‏ (1 يناير 1874 في المملكة المتحدة - ) هو لاعب كرة قدم بريطاني (وحمل سابقاً جنسية المملكة المتحدة لبريطانيا العظمى وأيرلندا) في مركز الهجوم. لعب مع برمنغهام سيتي وHalesowen Town F.C. ‏ ونادي ستوربريدج.